# Faran Tahir
Faran Haroon Tahir (Los Angeles, 16 febbraio 1963) è un attore statunitense.

## Biografia

### I primi anni
Tahir nasce a Los Angeles, in California, il 16 febbraio del 1963 da genitori pakistani, Naeem e Yasmeen Tahir, residenti in quel periodo negli Stati Uniti per frequentare i corsi di recitazione e regia presso l'Università della California. Tornato con la famiglia in Pakistan da bambino, dove cresce, Tahir fa ritorno a Los Angeles nel 1980.

### Carriera
Nel 1985 è apparso nei panni di Bolshintsov nella commedia russa Un mese in campagna di Ivan Sergeevič Turgenev allestita dalla UC Berkeley. Ha ottenuto una laurea breve all'Università della California - Berkeley, in arti teatrali prima di conseguire il diploma di specializzazione all'Istituto di Teatro avanzato dell'Università di Harvard. Fece il suo debutto cinematografico interpretando Nathoo nella versione live-action della Disney del 1994 de Il libro della giungla di Rudyard Kipling. Da allora è apparso in film come Romantici equivoci (1997), La mia adorabile nemica (1999) e La guerra di Charlie Wilson (2007). Ha anche interpretato il protagonista maschile nel film indipendente ABCD del 1999. Nel 2008, Tahir ha interpretato il ruolo del cattivo Raza in Iron Man, tratto dai fumetti Marvel e il capitano della flotta stellare Richard Robau nel film Star Trek del 2009.
Tahir è apparso come guest star in molte serie televisive, comprese Alias, The Practice - Professione avvocati, In tribunale con Lynn, The Agency, NYPD - New York Police Department, Lost, Settimo cielo, West Wing - Tutti gli uomini del Presidente, Walker Texas Ranger, 24, Detective Monk, Justice - Nel nome della legge, Cold Case - Delitti irrisolti e Chuck mantenendo invece stabilmente un ruolo in Warehouse 13 e Dallas. Ha anche recitato assieme a Robert Beltran e Chase Masterson in Manticore, film originale del canale Syfy del 2005. È anche apparso nel medical drama Grey's Anatomy nei panni di Isaac, e nella settima stagione della serie dell'emittente CW Supernatural nei panni del Dio egizio Osiris nell'episodio Defending Your Life. Ha recitato nel telefilm JAG - Avvocati in divisa, negli episodi La regina di ghiaccio e Catastrofe annunciata, che sono stati utilizzati come episodi pilota per la serie NCIS - Unità anticrimine. Sette anni più tardi ha recitato nello spin-off NCIS: Los Angeles. Per il cinema ha di recente ottenuto un ruolo in Elysium di Neill Blomkamp e in Escape Plan - Fuga dall'inferno di Mikael Håfström, entrambi in uscita nel 2013.

### Vita privata
Tahir ha una sorella (nata nel 1974) e un fratello (nato nel 1969). Suo padre è Naeem Tahir, Direttore Generale del Consiglio Nazionale per le Arti del Pakistan.

## Filmografia

### Cinema
- Mowgli - Il libro della giungla (Rudyard Kipling's The Jungle Book), regia di Stephen Sommers (1994)
- Romantici equivoci (Picture Perfect), regia di Glenn Gordon Caron (1997)
- Il gioco dei rubini (A Price Above Rubies), regia di Boaz Yakin (1998)
- La mia adorabile nemica (Anywhere but Here), regia di Wayne Wang (1999)
- La guerra di Charlie Wilson (Charlie Wilson's War), regia di Mike Nichols (2007)
- Iron Man, regia di Jon Favreau (2008)
- Star Trek, regia di J. J. Abrams (2009)
- Escape Plan - Fuga dall'inferno (Escape Plan), regia di Mikael Håfström (2013)
- Mr. Jones, regia di Karl Mueller (2013)
- Elysium, regia di Neill Blomkamp (2013)
- Flight World War II, regia di  Emile Edwin Smith (2015)
- Coup!, regia di Austin Stark e Joseph Schuman (2023)

### Televisione
- Voci nella notte (Midnight Caller) – serie TV, episodio 2x09 (1989)
- Law & Order - I due volti della giustizia (Law & Order) – serie TV, episodio 4x04 (1993)
- New York Undercover – serie TV, episodio 1x08 (1994)
- New York News – serie TV, episodio 1x11 (1995)
- Cinque in famiglia (Party of Five) – serie TV, episodi 4x09-4x10 (1997)
- Jarod il camaleonte (The Pretender) – serie TV, episodio 3x14 (1999)
- The Practice - Professione avvocati (The Practice) – serie TV, episodio 4x18 (2000)
- FreakyLinks – serie TV, episodio 1x02 (2000)
- In tribunale con Lynn (Family Law) – serie TV, episodi 2x04-2x07 (2000)
- Alias – serie TV, episodio 1x04 (2001)
- NYPD - New York Police Department (NYPD Blue) – serie TV, episodio 9x06 (2001)
- Settimo cielo (7th Heaven) – serie TV, episodio 6x12 (2002)
- The Agency – serie TV, episodi 1x07-2x12 (2001-2003)
- West Wing - Tutti gli uomini del Presidente (The West Wing) – serie TV, episodi 4x09-4x14 (2002-2003)
- JAG - Avvocati in divisa (JAG) – serie TV, episodi 8x20-8x21-9x05 (2003)
- Boston Public – serie TV, episodio 4x08 (2003)
- 24 – serie TV, episodi 2x11-4x00-4x01 (2003-2005)
- Giudice Amy (Judging Amy) – serie TV, episodio 5x19 (2004)
- Over There – serie TV, episodio 1x05 (2005)
- Just Legal – serie TV, episodio 1x01 (2005)
- Streghe (Charmed) – serie TV, episodio 8x13 (2006)
- Detective Monk (Monk) – serie TV, episodio 4x13 (2006)
- Justice - Nel nome della legge (Justice) – serie TV, episodio 1x03 (2006)
- Sleeper Cell – serie TV, episodio 2x04 (2006)
- Cold Case - Delitti irrisolti (Cold Case) – serie TV, episodio 4x18 (2007)
- Lost – serie TV, episodio 4x09 (2008)
- Chuck – serie TV, episodio 2x05 (2008)
- Grey's Anatomy - serie TV, episodio 6x07 (2009)
- NCIS: Los Angeles – serie TV, episodio 1x20 (2010)
- Childrens Hospital – serie TV, episodio 2x12 (2010)
- Blue Bloods – serie TV, episodio 1x13 (2011)
- In Plain Sight - Protezione testimoni (In Plain Sight) – serie TV, episodio 4x12 (2011)
- Supernatural – serie TV, episodio 7x04 (2011)
- Burn Notice - Duro a morire (Burn Notice) – serie TV, episodio 6x03 (2012)
- Elementary - serie TV, episodio 2x12 (2014)
- Criminal Minds - serie TV, episodi 9x14-10x11 (2014-2015)
- Private Practice – serie TV, episodio 6x12 (2013)
- Warehouse 13 – serie TV, 9 episodi (2010-2013)
- Dallas – serie TV, 8 episodi (2010-2013)
- Crisis – serie TV (2014)
- The Blacklist - serie TV, episodio 2x11 (2015)
- C'era una volta (Once Upon a Time) – serie TV, episodio 6x06 (2016)
- Prison Break: Resurrection - serie TV (2017)
- Scandal - serie TV (2018)

### Videogiochi
- Dead Space Remake (2023)

## Doppiatori italiani
Nelle versioni in lingua italiana dei suoi lavori, Faran Tahir è stato doppiato da:
- Enrico Di Troia in Iron Man, Dallas, Chuck
- Paolo Marchese in Cold Case - Delitti irrisolti, Warehouse 13
- Paolo Scalondro in Le regole del delitto perfetto, American Crime
- Saverio Indrio in Elysium, Criminal Minds
- Giorgio Borghetti in Mowgli - Il libro della giungla
- Stefano Mondini in Star Trek
- Francesco Meoni in Detective Monk
- Francesco Prando in C'era una volta
- Massimo Bitossi in Supernatural
- Pasquale Anselmo in Burn Notice - Duro a morire
- Stefano Oppedisano in NCIS: Los Angeles
- Lucio Saccone in Grey's Anatomy
- Lorenzo Scattorin in Escape Plan - Fuga dall'inferno
- Edoardo Siravo in Prison Break
- Claudio Moneta in Scandal
- Emilio Mauro Barchiesi in The Old Man

Da doppiatore è sostituito da
- Claudio Ridolfo in Dead Space (Remake)[1]